# Jan Pavlík (romanista)
Jan Pavlík (* 9. září 1953) je český romanista a bývalý děkan FF MU v Brně.

## Činnost
Na Univerzitě J. E. Purkyně (dnešní Masarykově univerzitě) vystudoval jazyky francouzštinu, latinu a italštinu. Již v 90. letech zastával funkci proděkana pro zahraniční styky na FF MU, kde následně působil také jako děkan mezi lety 2000-2006. V letech 2006-2013 opět vrátil do funkce proděkana a od roku 2013 je ředitelem Centra zahraniční spolupráce. Proslul zejména jako popularizátor zahraničních studentských mobilit, např. v rámci populárního programu Erasmus.